# Denis Ribeiro
Pour les articles homonymes, voir Ribeiro.
Denis Ribeiro est un footballeur français né le 6 septembre 1987 à Tours qui évolue au CEP Lorient au poste de gardien de but.

## Biographie
Après avoir fait ses classes dans les équipes jeunes au Tours FC, Denis Ribeiro fait son 1er match avec les pros en National contre l'Entente Sannois Saint-Gratien le 11 septembre 2007 (1-0).
Pour la saison 2008-09, il est le 3e gardien de l'équipe et est titulaire en CFA2 avec l'équipe réserve du Tours FC. Mais à partir de novembre 2008, les deux gardiens de l'équipe première Peter Jehle et Jérémy Deichelbohrer se blessent et Denis en profite pour jouer son 1er match en Ligue 2 contre Boulogne (3-3) le 5 décembre 2008.
Il permet également à son équipe de passer deux tours de Coupe de France contre le Poirée sur Vie et Pacy sur Eure.
Il rompt son contrat avec le club tourangeau fin juin 2009, il rejoint donc la CFA2 et l'équipe de Thouars.
Il évolue désormais depuis la saison 2010-2011 sous les couleurs de l'US Montagnarde (C.F.A. 2 / Bretagne).

## Carrière
| Saison      | Club           | Pays     | Championnat | Coupes nationales | Coupes d’Europe | Sélection France |
| ----------- | -------------- | -------- | ----------- | ----------------- | --------------- | ---------------- |
| 2007 - 2008 | Tours FC       | National | 1 match     | -                 | -               | -                |
| 2008 - 2009 | Tours FC       | Ligue 2  | 3 matchs    | 4 matchs          | -               | -                |
| 2009 - 2010 | Thouars        | CFA 2    | -           | -                 | -               | -                |
| 2010 - 2011 | US Montagnarde | CFA 2    | 12 matchs   | 3 matchs          | -               |                  |

 Dernière modification le 27 février 2011